# Carrera Séptima (Soacha)
La Carrera Séptima de Soacha, también conocida como "La Paralela", es una de las vías más importantes de este municipio del departamento de Cundinamarca, en Colombia. Esta vía atraviesa Soacha en sentido norte-sur. La Carrera Séptima cumple un papel fundamental en la movilidad urbana del municipio, conectando diversos barrios y comunas, y sirviendo como una alternativa vial a la congestionada Autopista Sur. Además, es una arteria clave para el transporte público y el acceso a servicios esenciales en la zona.

## Nombre y trazado
El origen de esta vía se remonta a finales de la década de 1980, cuando la expansión del perímetro urbano de Bogotá hacia el municipio de Soacha impulsó el desarrollo de nuevos barrios en esta zona, dando lugar a lo que hoy se conoce como la Comuna 3. La vía fue construida aprovechando el antiguo trazado del Ferrocarril del Sur, que había dejado de operar en esa zona, facilitando así su adecuación como corredor vial.
Actualmente, esta vía recibe el nombre oficial de 'Avenida Julio César Turbay', según la nueva nomenclatura municipal, en homenaje al expresidente colombiano Julio César Turbay Ayala (1978–1982). A pesar de su nombre oficial, muchos habitantes aún la conocen coloquialmente como 'La Paralela'.
Nace en el límite oriental del municipio, en la frontera con la localidad de Bosa, específicamente a la altura de la Calle 60, en los alrededores del barrio Bosa La Azucena. Desde este punto y a lo largo del barrio La Despensa, la vía conserva el nombre de 'Carrera 7'.
Al llegar al sector de León XIII, en la intersección con la Calle 53, finaliza la porción soachuna de la Avenida Agoberto Mejía, que proviene de Bosa Nueva Granada. A partir de aquí, la vía se ensancha y se conecta con un ramal que proviene directamente de la Autopista Sur. Es en este tramo donde comienza a conocerse popularmente como 'La Paralela', debido a su trazado paralelo a dicha autopista.
La vía continúa hacia el sur atravesando varios barrios y comunas de Soacha, hasta finalizar su recorrido en la Calle 22, también conocida como Avenida Estadio, en el barrio El Nogal, ubicado en la Comuna 2.
Luego, esta vía comienza a tener un sentido al occidente en dirección a la Plaza de Soacha y se ensancha más hacia la Calle 14 en el barrio San Luis hasta bifurcarse en dos vías, una en dirección a Compartir (Comuna 1, Transversal 7 o Avenida Indumil) y la otra terminando en la Autopista NQS en el barrio La Fragua (Calle 9), en dirección al barrio El Altico.
Después de su paso por el barrio El Nogal, la Carrera Séptima comienza a girar hacia el occidente, tomando dirección hacia el centro histórico del municipio, en las cercanías de la Plaza Principal de Soacha. En este tramo, la vía se ensancha progresivamente, especialmente a partir de la Calle 14, en el sector del barrio San Luis.
Más adelante, la vía se bifurca en dos ramales principales:
```
1
. Uno de ellos continúa hacia el suroccidente en dirección al sector de Compartir, en la 
Comuna 1
, donde adopta el nombre de Transversal 7 o también conocida como la 
Avenida Indumil
.
```

```
2
. El otro ramal se dirige hacia el sureste, terminando en la 
Autopista Sur
, a la altura de la Calle 9, en el barrio La Fragua, muy cerca del barrio El Altico, otro punto de referencia tradicional en la geografía urbana de 
Soacha
.
```

Esta bifurcación marca el fin del trazado principal de la Carrera Séptima o Avenida Julio César Turbay, completando así su recorrido desde el límite con Bogotá hasta las zonas más céntricas y suroccidentales del municipio.
En su porción oriental, comprendida entre la Calle 30 y el límite con Bosa La Azucena (Bogotá), la Carrera Séptima se encuentra actualmente en buen estado, gracias a obras de mantenimiento y rehabilitación vial realizadas en los últimos años. Anteriormente, esta sección presentaba un avanzado estado de deterioro, especialmente en sectores como León XIII, Rincón de Santa Fe y en las inmediaciones del Centro Comercial Vívelo Mercurio, donde los baches y el desgaste del pavimento afectaban considerablemente la movilidad vehicular y peatonal.
En su porción occidental, el estado del pavimento también es en general óptimo, con una superficie asfáltica renovada en varios tramos. Sin embargo, existe una excepción en la zona de la Avenida Calle 13, justo en la entrada a la Plaza Principal de Soacha, donde aún persiste un tramo adoquinado en condiciones irregulares, lo que representa un punto crítico tanto para vehículos como para peatones, especialmente durante la temporada de lluvias.

## Ciclovía

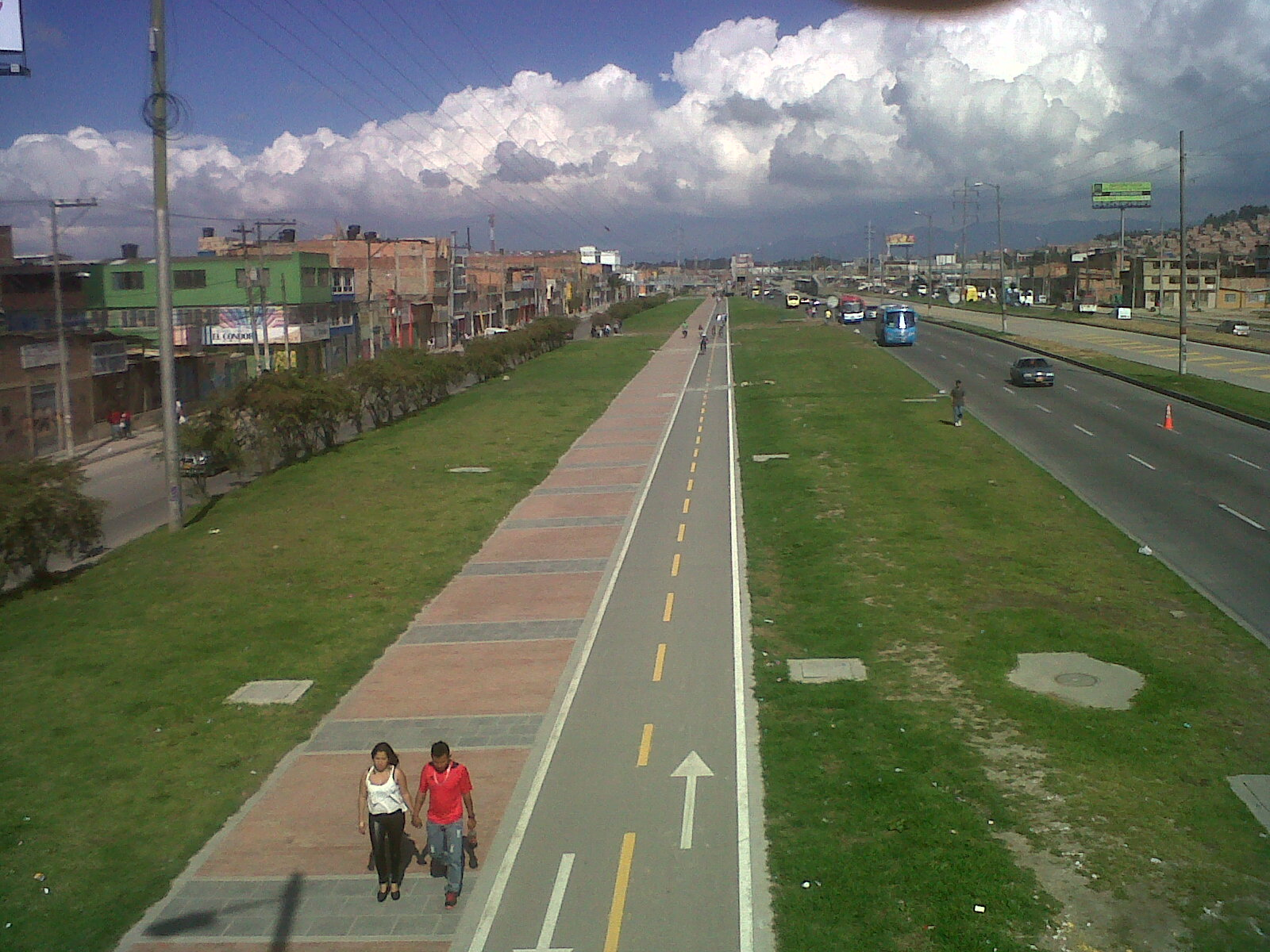
Aspecto de la ciclovía de Soacha en el sector de León XIII. A la derecha, la Autopista Sur; a la izquierda, la Carrera Séptima, conocida popularmente como 'La Paralela'.

La ciclovía sobre la Carrera Séptima está integrada al corredor de la Autopista Sur, conformando un sistema compartido que facilita la movilidad en bicicleta a lo largo de este importante eje vial. El trazado principal de la ciclovía inicia en el sector de León XIII (a la altura de la Calle 53) y se extiende hasta las cercanías de la estación de Terreros - Hospital Cardio Vascular del sistema de TransMilenio.
En ese punto, una variante de la ciclovía se conecta directamente con la estación, mejorando el acceso para los usuarios de transporte público que combinan bicicleta y TransMilenio.
Durante la administración del exalcalde Juan Carlos Saldarriaga, se destinó uno de los carriles vehiculares de la Carrera Séptima, desde el límite con Bogotá hasta el sector del río Soacha, para uso exclusivo de la ciclovía, con el objetivo de promover la movilidad sostenible y reducir la congestión vehicular en el municipio.
Los domingos, entre las 7:00 a.m. y las 2:00 p.m., excepto durante la temporada de cambio de año, el Instituto Municipal de Recreación y Deporte de Soacha (IMRDS) implementa el programa Ciclovida sobre la Carrera Séptima. Esta iniciativa no solo facilita la práctica de actividades deportivas como el ciclismo, sino que también promueve la actividad física y el bienestar comunitario, ofreciendo espacios para ejercicios aeróbicos, recreación dirigida y encuentros familiares, aprovechando el cierre temporal de la vía al tránsito vehicular.

## Servicio de transporte
Debido a su trazado en dirección occidente, la Carrera Séptima es una vía estratégica utilizada por diversas rutas urbanas del municipio de Soacha, así como por algunas rutas que forman parte del Corredor de transporte entre Bogotá y Soacha. Estas rutas emplean esta vía como corredor principal para alcanzar sus destinos finales en sectores clave del municipio, tales como Soacha Central, La Veredita, El Danubio, Prado de las Vegas, Hogares Soacha y Ciudad Verde.
Además del transporte público colectivo, esta vía es utilizada por buses alimentadores de TransMilenio (particularmente en la zona de Terreros) y vehículos informales tipo “pirata” que complementan la cobertura en barrios periféricos donde no siempre llega el transporte formal.
La Carrera Séptima también es clave durante las horas pico, ya que funciona como una alternativa a la Autopista Sur, permitiendo a los buses evitar los principales puntos de congestión y acortar tiempos de recorrido. Esto es particularmente importante en zonas densamente pobladas como León XIII y La Despensa, que actúan como nodos de intercambio modal entre peatones, ciclistas, buses y taxis.

## Sitios importantes
- Parque y puente Peatonal de La Despensa
- Puentes peatonales para acceder a TransMilenio:

```
Estación 
León XIII

Estación 
Terreros - Hospital Cardio Vascular

Estación intermedia 
 San Mateo - Centro Comercial Unisur
```

- Otros puentes peatonales:

```
Puente peatonal de la Calle 36
Puente peatonal de la Calle 30
Puente peatonal de la Calle 25
```

- Comercio y centros comerciales:

```
Centro Comercial Vivelo Mercurio 
Centro Comercial Gran Plaza de Soacha
Centro Comercial del Parque
```

- Elementos naturales y geográficos:

```
Río Soacha
```

- Parque Rincón de Santa Fe
- Biblioteca Joaquín Piñeros Corpas (sede centro)
- Casa de la Cultura de Soacha
- Museo Arqueológico de Soacha
- Alcaldía Municipal de Soacha
- Sede del Concejo Municipal de Soacha
- Registraduría Municipal de Soacha
- Iglesia de San Bernardino